# Pomaloběžná televize
Pomaloběžná televize, televize s pomalým rozkladem obrazu (SSTV, anglicky slow-scan television) je druh komunikace používaný hlavně v radioamatérství pro přenos obrazové informace na rádiových vlnách. Pomocí SSTV lze přenést statické obrazové informace na krátkých vlnách na velkou vzdálenost, všude tam, kde nelze využít normální televizi a neklade se důraz na rychlost přenosu.

## Vývoj
V roce 1958 se radioamatér Copthorne Macdonald zabývat výzkumem SSTV. Myšlenkou SSTV bylo snížit šířku pásma televizních signálů tak, aby mohly být vysílány také na krátkých vlnách. Typické televizní ČB signály vysílané v šířce pásma 3 MHz se musí snížit na asi 3 kHz (redukce 1000:1). K dosažení takové redukce je snížena snímací rychlost ve vertikální i horizontální rovině. Rychlost jednoho řádku je 66 ms a každý snímek má 120 řádků. Takto je tedy vytvořen původní 8 sekundový černobílý mód SSTV. Vzhled snímku je 1:1, horizontální snímání jde zleva doprava a vertikální odshora dolů. Horizontální synchronizační puls trvá 5 ms a vertikální synchronizace 30 ms. Kmitočet rozkladu je 15 Hz. Jako nosný kmitočet je pro vertikální a horizontální synchronizaci použit tón 1200 Hz a pro barvy je 1500 Hz pro černou a 2300 Hz pro bílou. To požaduje pásmo od 1,0 do 2,3 kHz, takže se dá vysílat provozem SSB.
Původní SSTV monitory byly dlouhodosvitové obrazovky. V začátcích se pro snímání obrázků používala vzorkovací kamera nebo FSS (Flying Spot Scanner). FSS je zařízení, které z otáčejícího se válečku s obrázkem snímá obraz řádek po řádku. Obrázky se v té době zaznamenávaly na magnetofon. Nevýhodou je, že obraz je viděn nejjasněji v místě momentálního příjmu a poté jeho jas slábne.
SSTV nahrazuje nejstarší přenos obrazu pomocí faksimile, kde přenos jednoho obrazu trvá podle počtu řádků až 15 minut (obraz se zobrazuje na elektrocitlivý papír), faksimile je používáno při přenosu obrazů s velkým řádkovým rozlišením (až 1800 bodů) především meteorologickými stanicemi na krátkých vlnách. SSTV je mnohem rychlejší, než kdyby se obraz vysílal při stejných podmínkách digitální formou.
Další pokroky ve vývoji byly v digitálním konvertoru, který převedl a zobrazil SSTV obrázek na normální televizní obrazovce. Tento konvertor převedl SSTV signál na číslicová data (původně 128 bodů na řádek) a uložil si je v paměti. Konvertor převedl digitální data zpět na analogový signál vhodný pro zobrazení v televizi. Konvertor uměl také sejmout obrázek kamerou, uložit si jej do paměti a převést jej na signál pro vysílání SSTV. Barevné SSTV obrázky byly poprvé dosaženy konvertorem se třemi paměťovými bankami, když kamera nasnímala červený pak zelený a modrý obrázek, který, vysílaný po částech, vytvořil při překrytí vrstev barevný obraz. Tento systém byl posléze převeden do systému RGB řádků, kdy se jeden řádek vysílal třikrát v jednotlivých barevných sekvencích. Tento systém byl uveden v roce 1980 jako Robot Color System.
Podobný systém, také zvaný SSTV, použila NASA při letu vesmírné lodi Mercury-Atlas 9 a při prvních misích programu Apollo. Kamera na Mercury-Atlas 9 vysílala jeden obrázek za dvě sekundy. SSTV použité pro přenos obrázků z lodí Apollo 7, Apollo 8, a Apollo 9 a z měsíční procházky Apolla 11 přenášelo 10 snímků za sekundu s rozlišením 320 řádků.

## SSTV zařízení a režimy pro přenos obrazu

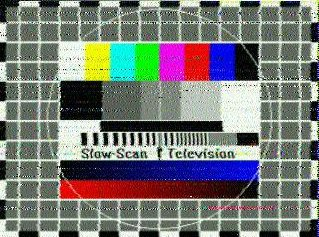
Barevný SSTV obraz přenesený za dobu okolo 2 minut a zobrazený pomocí počítače.

### Robot 1200C
Tento konvertor, uvedený firmou Robot Research Corporation v roce 1985, se stal rychle standardem. Původní Robot 1200C (dále jen 1200C) pracuje s jednodílným barevným obrázkem nebo ČB obrázkem. Umožňuje čtyři rozdílné rychlosti (černobílé 8, 12, 24, 36 sekundové; barevné 12, 24, 36, 72 sekundové) pro barevné nebo černobílé módy a může uložit ve své paměti jeden více rozlišující barevný, dva nízko rozlišené barevné nebo šest ČB obrázků. Formát s vyšším rozlišením je 256 bodů široký, má 240 řádků a zobrazuje až 262000 barev. Konvertor všude využívá vertikální počáteční signalizaci (VIS), která umožňuje aby se 1200C automaticky přepnul do příjmu správného módu a rychlosti. Na konci vysílání obrázku se 1200C přepne zpátky do módu STAND-BY, kdy čeká na další snímek.
Módy Robot nepoužívají systém RGB řádků, ale YCrCb. Nejdříve se vyšle černobílý jasový obraz luminance a ten se pak vybarví pomocí chrominance. Tím je zajištěna kompatibilita s černobílými módy. Nevýhodou je, že obrázek musí být přijímán pouze v celku od počáteční vertikální synchronizace – VIS.
Srdcem 1200C je mikroprocesor Intel 8031. Robot je vybaven interfacem pro komunikaci s počítačem. Počítač může číst a zapisovat digitální formou do paměti 1200C, který obrázky odvysílá. Obrázek lze uložit na disku PC. 1200C lze vybavit dalšími pamětmi a ovl. EPROMkou, která je naprogramovaná pro příjem jiných SSTV módů. Obrazový výstup může být prohlížen na monitoru nebo TV. Obrázky se zobrazují v reálném čase. Mohou být sejmuty použitím ČB nebo barevné kamery.
Robot 1200C se přestal vyrábět v roce 1992. Později se vyráběl anglický SUPER SCAN 2001 a japonské konvertory Tasco, ty je dnes možno zakoupit např. na eBay.

### SCOTTIE
Scottie mód byl vyvinut E. T. J. Murphym GM3SBC. Původní EPROM 1200C byla nahrazena Scottie EPROMkou s novými parametry. Scottie mód je RGB řádkový s poměrem stran 4:3. Je to synchronní systém (obrázek lze při správném nastavení konvertoru nebo modemu přijímat i bez nutnosti počáteční detekce VIS, takže od jakéhokoli řádku, synchronní systém spojuje výhody provozů SSTV a FAX) a je to mnohem rušení odolnější systém než Robot. Má celkem pět typů S1, S2, S3, S4, DX.

### Wraase SC-1 a SC-2
Tyto komerčně vyráběné Německé konvertory navrhl Volker Wraase DL2RZ. SC-1 obsahuje barevný mód, dále módy „Wraase“ nebo „SC-1“. SC-1 umožňuje pracovat v celkem osmi módech - 4 černobílé rychlosti (8, 16, 24, 32 sekund) a 4 barevné (24, 48 (120 řádků), 48 (240 řádků), 96 sekund). SC-2 je rozšířen o 30, 60, 120 a 180 sekundové barevné módy. SC-1 používají obrazový poměr stran 1:1 a SC-2 4:3

### MARTIN

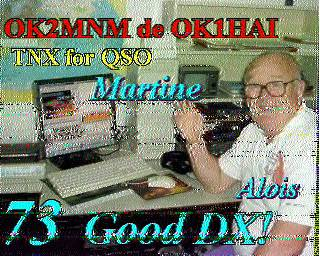
Barevný SSTV obraz přenesený za dobu okolo 2 minut, při spojení dvou radioamatérských stanic pomocí módu Martin M1 a zobrazený pomocí počítače.

„Martin“ mód byl vytvořen Martinem Emersonem G3OQD. Martin mód byl vyvinutý k překonání problémů starších řádkových systémů, jako je SC-1. Martin je RGB řádkový systém, obraz je v poměru 4:3 a je to synchronní systém. Martin M1 a M2 jsou v Evropě nejpoužívanější módy pro SSTV přenos. Další typy M1, M2, M3, M4.

### AVT
Počítač Amiga se svými na tehdejší dobu rozsáhlými grafickými možnostmi mohl být používán také jako počítačově založený SSTV systém. Software a interfejs vyvinul Ben B. Williams AA7AS. Amiga dovolí emulovat 1200C a také poskytuje nový mód: Amiga Video Transceiver (AVT). AVT vysílá po VIS kódu asi 5 sekund digitální hlavičku, potom vlastní snímek, nevysílá žádné synchronizační pulsy a pro obraz využívá užší šířku pásma než obvyklých 1500--2300 Hz. AVT mód dovoluje použít větší rozlišení (až 320 x 400) a používá 262000 barev.

### Módy s vysokým rozlišením
Pro počítačovou SSTV byly vytvořeny nové módy s velkým rozlišením až 640 bodů na 480 řádků Pasokon TV. Pasokon představil 3 nové módy P3, P5 a P7, jsou to RGB, synchronní módy s dobou přenosu 3, 5 nebo 7 minut. Módy Pasokon podporuje program EZ SSTV 3 i v sharewarové verzi.
Pasokon vyvinul vysokorozlišující módy jako první, ale vzápětí přišly nové jako GVA a Accorn PD, oba v programu WinPixPro. Accorn PD jsou synchronní módy, ale pro zkrácení doby přenosu používají barevný systém YC. Módy PD mají 5 modifikací, nejrychlejší je 90 sekundový mód; ten však má rozlišení 320 x 240, ostatní typy 120, 160, 180, 240 už mají 640 x 480. Kvalita obrazu je srovnatelná s módy Pasokon.